# Basile Emah
Basile Emah, né en 1921 et mort le 29 août 2001, est un homme politique camerounais. 

## Biographie
Basile Emah devient maire de la commune de Mbankomo, une banlieue au sud de Yaoundé, le 10 octobre 1959. Il est choisi en 1980 pour succéder à l'ancien délégué du gouvernement, André Fouda, décédé. Il conserve ce poste pendant 20 ans. De son œuvre à la tête de la Communauté urbaine de Yaoundé, on retient la construction du marché du Mfoundi et d'autres places de la ville.
Sur le plan politique, il a été jusqu'à sa mort membre du bureau politique, trésorier général du comité central du RDPC. On garde de lui cette petite phrase prononcée au début des années 1990, lorsqu'il a fallu que le Cameroun s'ouvre à nouveau au multipartisme : "Nous n'accepterons ni calendrier, ni modèle de multipartisme imposés et dictés de l'étranger. Nous n'irons pas au multipartisme comme au quartier et dans l'anarchie".
Il appartenait à la grande famille Mvog Tsoungui Mballa de Yaoundé comme d'autres grandes personnalités telles que Manda Fils Joseph, Charles Etoundi, Mbarga Mboa, Mama Fouda, Joseph Owona, Jean Simon Ongola Omgba etc.